# Edgar Neville
Edgar Neville Romrée est un scénariste, réalisateur et producteur espagnol né le 28 décembre 1899 à Madrid (Espagne), décédé le 23 avril 1967 à Madrid. La Tour des sept bossus (La torre de los siete jorobados) en 1944 est un classique du cinéma fantastique espagnol. Il est l’un des dignes représentants du roman humoristique espagnol de l’époque.

## Biographie
Edgar Neville Romrée, comte de Berlanga del Duero, est né à Madrid en 1899. Après des études de droit, il rejoint le corps diplomatique, qui le conduira à séjourner dans plusieurs villes d’Amérique, d’Afrique et d’Europe. C’est à Hollywood qu’il commence sa carrière cinématographique : il écrit des scénarios, traduit des films et fait ses premières incursions dans le monde de la mise en scène. De retour en Espagne, il présente sa première pièce de théâtre, « Margarita y los hombres » (1934). Il commencera alors à mettre ses propres scénarios en image : « La señorita de Trévelez », « El último caballo » et « La torre de los siete jorobados » n’en sont que quelques exemples. Il tourne également le documentaire « Duende y misterio del flamenco ». Ami personnel de quelques-uns des grands humoristes du moment, il collabore à des publications satiriques comme « La Codorniz » ou « La ametralladora ». Il meurt à Madrid en 1967.

## Filmographie

### Comme scénariste
- 1930 : El Presidio
- 1931 : En cada puerto un amor
- 1931 : Yo quiero que me lleven a Hollywood
- 1934 : La Traviesa molinera
- 1934 : Do, Re, Mi, Fa, Sol, La, Si, o La vida privada de un tenor
- 1935 : El Malvado Carabel
- 1936 : La Señorita de Trévelez
- 1938 : La Ciudad Universitaria
- 1939 : Vivan los hombres libres
- 1941 : Verbena
- 1942 : La Parrala
- 1943 : Café de Paris
- 1944 : La Torre de los siete jorobados
- 1945 : La Vida en un hilo
- 1945 : Domingo de carnaval
- 1946 : El Traje de luces
- 1946 : El Crimen de la calle de Bordadores
- 1947 : Nada
- 1948 : El Marqués de Salamanca
- 1950 : El Señor Esteve
- 1950 : El Último caballo
- 1951 : Cuento de hadas
- 1952 : El Cerco del diablo
- 1952 : Flamenco (Duende y misterio del flamenco)
- 1954 : Novio a la vista
- 1959 : Bonjour la chance (La Ironía del dinero)
- 1960 : Mi calle
- 1961 : Prohibido enamorarse

### Comme réalisateur
- 1930 : El Presidio
- 1931 : Yo quiero que me lleven a Hollywood
- 1934 : Do, Re, Mi, Fa, Sol, La, Si, o La vida privada de un tenor
- 1935 : El Malvado Carabel
- 1936 : La Señorita de Trévelez
- 1938 : Juventudes de España
- 1938 : La Ciudad Universitaria
- 1939 : Vivan los hombres libres
- 1939 : Frente de Madrid (en italien : Carmen fra i rossi)
- 1941 : Verbena
- 1942 : Sancta Maria
- 1942 : La Parrala
- 1942 : Correo de Indias
- 1943 : Café de Paris
- 1944 : La torre de los siete jorobados (es)
- 1945 : La Vida en un hilo
- 1945 : Domingo de carnaval
- 1946 : El Traje de luces
- 1946 : El Crimen de la calle de Bordadores
- 1947 : Nada
- 1948 : El Marqués de Salamanca
- 1950 : El Señor Esteve
- 1950 : El Último caballo
- 1951 : Cuento de hadas
- 1952 : El Cerco del diablo
- 1952 : Flamenco (Duende y misterio del flamenco)
- 1959 : Bonjour la chance (La Ironía del dinero)
- 1959 : El Baile
- 1960 : Mi calle

### Comme producteur
- 1945 : La Vida en un hilo
- 1945 : Domingo de carnaval
- 1950 : El Último caballo
- 1952 : Flamenco (Duende y misterio del flamenco)
- 1959 : Bonjour la chance (La Ironía del dinero)